# Solanin (Manga)
Solanin (jap. ソラニン, Soranin) ist ein Manga in zwei Bänden, der von Inio Asano zwischen 2005 und 2006 geschrieben und gezeichnet wurde. Der Manga wurde 2009 für den Eisner Award nominiert und wurde 2010 als Realverfilmung mit Aoi Miyazaki als weiblicher Hauptdarstellerin umgesetzt.

## Handlung
Meiko und Taneda haben vor zwei Jahren ihr Studium erfolgreich beendet, sind sich aber noch im Unklaren darüber, wie der weitere Verlauf ihres Lebens aussehen soll, und werden nun mit der harschen Realität des Erwachsenseins konfrontiert. Sie haben mit anhaltender Langeweile und alltäglichen Problemen zu kämpfen, die zur Geduldsprobe werden. Meiko arbeitet als Office Lady und Taneda als Illustrator; Meikos Verdienst trägt den Hauptteil zum gemeinsamen Lebensunterhalt bei. In seiner Freizeit trifft sich Taneda oft mit den Mitgliedern seiner Band aus Studienzeiten, um gemeinsam Musik zu machen. Bald erkennt er, dass er vor mehr Menschen spielen und bekannt werden will.
Mit zunehmender Unzufriedenheit über ihre aktuelle Lebenssituation und dem tristen Alltag fassen sie Entscheidungen: Meiko kündigt ihren Job und Taneda widmet seine Zeit dem Schreiben des ersten eigenen Stücks für seine Band. Nun stehen sie einer ungewissen Zukunft gegenüber, der sie sich gemeinsam stellen wollen.

## Veröffentlichungen
Die Serie erschien von 2005 bis 2006 im Magazin Weekly Young Sunday des Verlags Shogakukan, der die Kapitel auch in zwei Sammelbänden herausbrachte. Eine englische Übersetzung erschien bei Viz Media, eine französische bei Kana, eine polnische bei Hanami und eine portugiesische bei L&PM.
Auf Deutsch erschien die Serie bei Tokyopop, Band 1 kam im April, Band 2 im Juli 2013 heraus.

## Rezeption
Die US-amerikanische Ausgabe war 2009 für den Eisner Award und den Harvey Award nominiert. In 1001 Comics schreibt Radosław Bolałek, das Hauptthema des Mangas, die Unsicherheit und das Verlorenheit des jungen Paares in einer Welt, in der sie ihren Platz nicht finden, sei universell. Dazu böten die Hintergründe noch zahlreiche Gags und Anspielungen. Mit seinen „witzig frischen und punktgenauen Dialogen“ und großartigen Zeichnungen sei Solanin eine lohnende Lektüre.